# Scott Hamilton Kennedy
Scott Hamilton Kennedy (* 1965 in Kentucky) ist ein US-amerikanischer Filmregisseur, Filmproduzent und Filmeditor im Bereich des Dokumentarfilms.

## Karriere
Kennedy wurde in Kentucky geboren und wuchs in Berkeley sowie in New York City auf. Um sich seiner Karriere im Filmgeschäft zu widmen, zog er nach Los Angeles und lernte dort seine Frau Catherine kennen. Das Paar hat zwei Töchter.
Seine Karriere als Dokumentarfilmer startete 2002, als er den Film OT: Our Town veröffentlichte. Für seinen Film erhielt er bei fünf Filmfestspielen, unter anderem beim Palm Springs International Film Festival die Auszeichnung bester Dokumentarfilm, eine Nominierung bei den Independent Spirit Awards 2004 und eine Nominierung bei den Chlotrudis Award in der Kategorie „Bester Dokumentarfilm“. Im Anschluss verfasste er ein Drehbuch, welches sich mit den Geschehnissen nach den Unruhen in Los Angeles 1992 beschäftigte. In seinem Dokumentarfilm geht es um eine von Latino-Familien bewirtschaftet Farm, die im Jahr 2006 von der Polizei geräumt wurde. Darin sind die Daryl Hannah und Danny Glover zu sehen. Für diese Dokumentation erhielt er bei der Oscarverleihung 2009 eine Nominierung in der Kategorie „Bester Dokumentarfilm“.
Danach veröffentlichte er die Dokumentarfilme Fame High (2012), dieser handelt von Teenager die berühmt werden wollen und an der Los Angeles County High School for the Arts gedreht wurde, sowie Food Evolution (2016), der sich mit dem Thema der genmanipulierten Nahrung auseinandersetzt.

## Filmografie (Auswahl)
- 2002: OT: Our Town
- 2008: The Garden
- 2012: Fame High
- 2016: Food Evolution